# شوتا میناگاوا
شوتا میناگاوا (ژاپنی: 皆川 翔太؛ زادهٔ ۲ ژوئن ۱۹۸۸) یک بازیکن فوتبال اهل ژاپن است.
از باشگاه‌هایی که در آن بازی کرده‌است می‌توان به باشگاه فوتبال فوجی‌ئدا و باشگاه ورزشی یوکوهاما اشاره کرد.